# Лынтупы

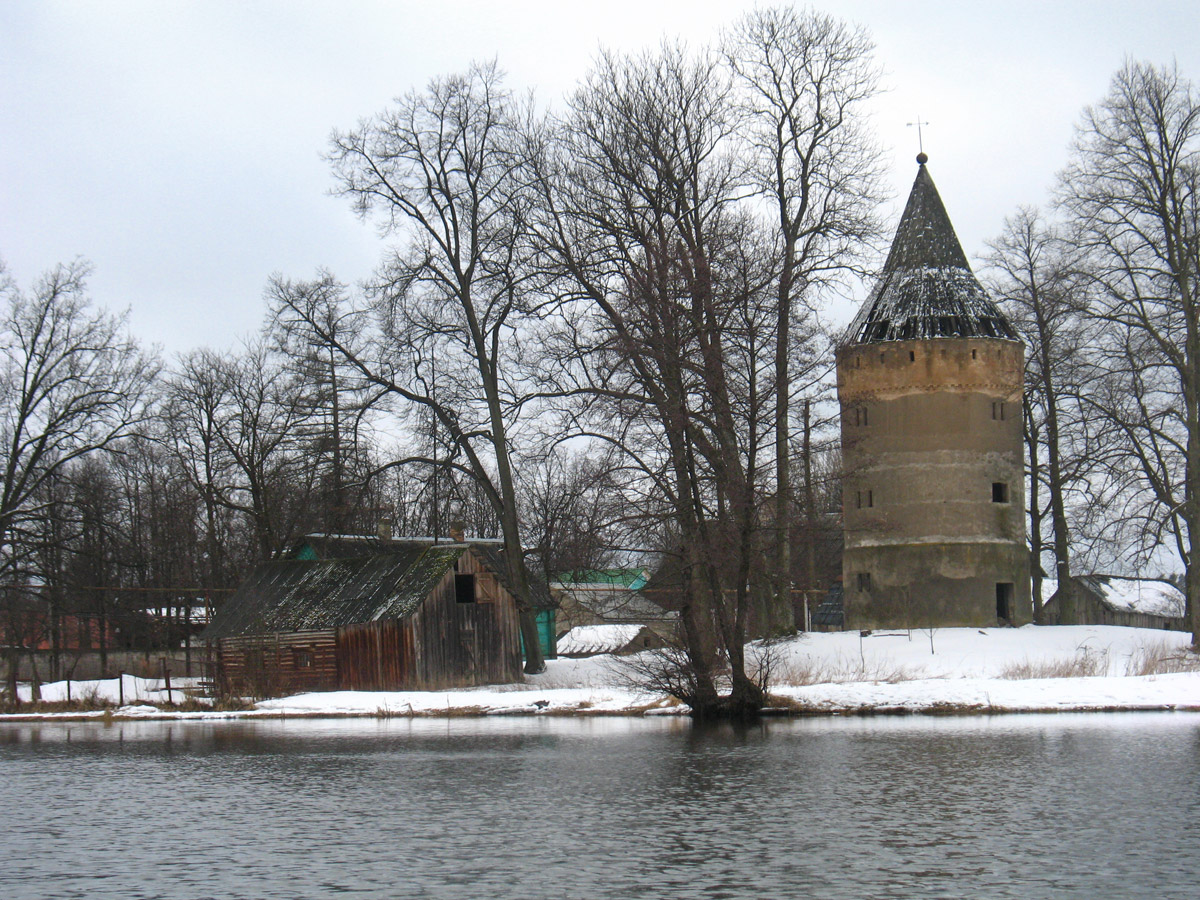
Усадьба Бишевских

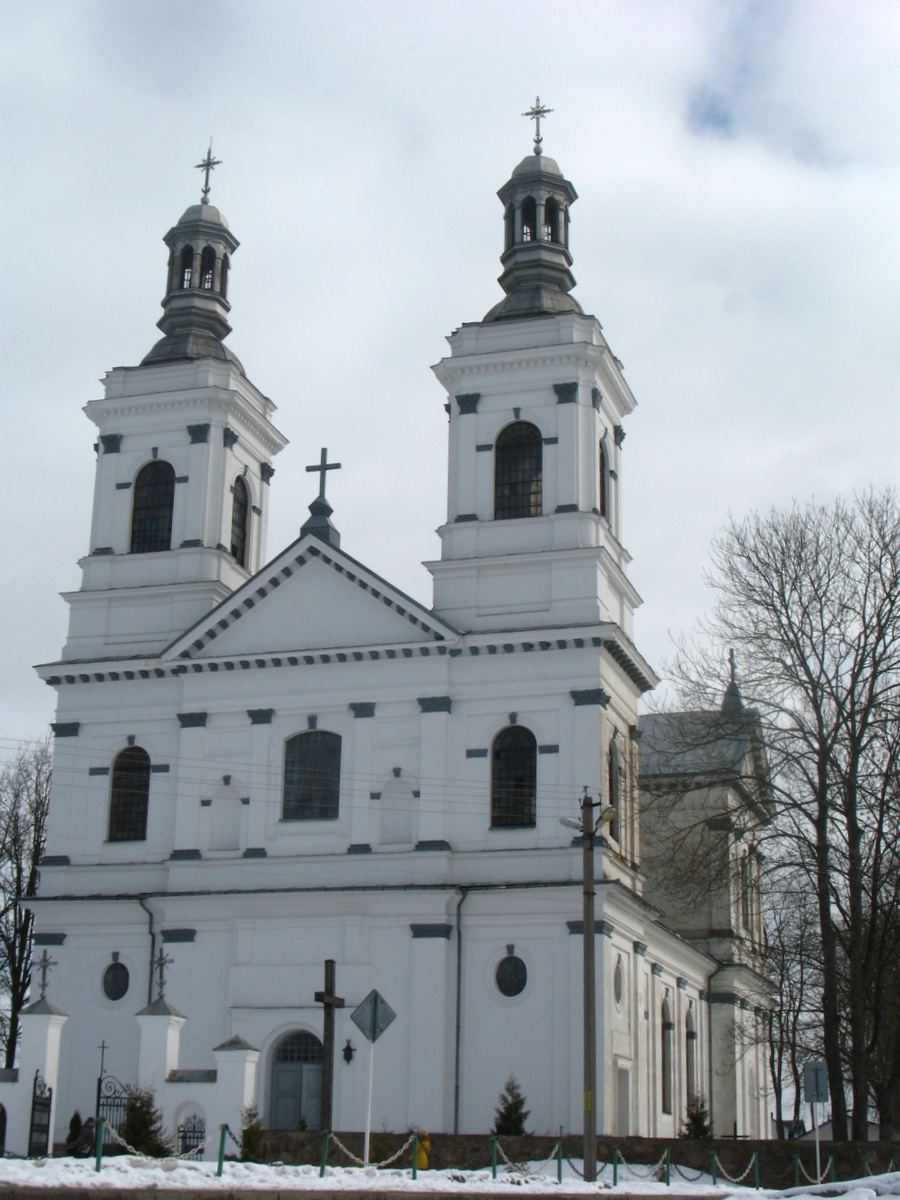
Костёл Святого Андрея Апостола

Лы́нтупы (бел. Лынтупы; лит. Lentupis; пол. Łyntupy) — городской посёлок в Поставском районе Витебской области Беларуси. Административный центр Лынтупского сельсовета.
Численность населения — 1 086 человек (на 1 января 2025 года).

## География

### Расположение
Расположен на реке Лынтупка в 42 км от города Поставы, около границы с Литвой. Тупиковая железнодорожная станция на линии Крулевщина — Лынтупы, автомобильными дорогами связан с Поставами, городским посёлком Свирь и литовским городом Швенчёнис.

## Этимология
Топоним «Лынтупы» возник от названия речки Лынтупки. В литовском употреблении используются названия Lentupiai, Lentupė, согласно более древнему местному произношению, которое соответствуют и форме Lęthup (Лентуп), засвидетельствованной в 1585 г.
Выделяется вторая часть названия, связанная с лит. upė «река». Первая часть связана с индоевропейским корнем *lento- «гибкий, податливый», от которого вначале произошло значение «липа», а от него возникло лит. lenta «доска (липовая)». В гидрониме сохранилось первоначальное древнее протобалтское значение, само название означает «извилистая река». Есть и другая Лынтупка — речка, впадающая в Гавью у Субботников.
В. Жучкевич, не оспаривая балтского прочтения второй основы в названии (upė — река), для первой предлагал финское lintu «птица».

## История
Лынтупы известны с 1459 года, когда виленский воевода Андрей Довгирдович построил здесь деревянный костёл святого Андрея.
В середине XVI века в Ошмянском повете. Владельцами земель были Бучинские, Островские, Гильзены.
С 1795 года в составе Российской империи, местечко, центр волости Свенцянского уезда. В 1854—1939 принадлежали Бишевским.
В 1921—1939 годах в составе Польши, в Свенцянском повете.
С 1939 года в составе БССР, деревня в Поставском районе.
В конце 1943 года, Герой Советского Союза Анна Ивановна Масловская, одевшись в крестьянскую одежду, по заданию командира партизанского отряда имени Пархоменко партизанской бригады имени Ворошилова, направилась в местечко Лынтупы для переговоров с начальником вражеского гарнизона полковником Антонайтисом. Переговоры завершились успешно и Антонайтис согласился оказывать помощь партизанам. На следующий день он передал через неё несколько винтовок и патроны.
С 1967 — городской поселок.

## Население
Численность населения — 1 086 человек (на 1 января 2025 года).
| Численность населения:                                                                          |
| Графики недоступны из-за технических проблем. См. информацию на Фабрикаторе и на mediawiki.org. |

| Год         | 1970 | 1979  | 1989  | 2006  | 2016  | 2018  | 2022  | 2023  | 2024 | 2025   |
| ----------- | ---- | ----- | ----- | ----- | ----- | ----- | ----- | ----- | ---- | ------ |
| Численность | 2250 | ▼2060 | ▼1993 | ▼1685 | ▼1519 | ▼1451 | ▼1246 | ▼1202 |      | ▼1 086 |

## Транспорт
Через посёлок проходят автодороги Р95 (Лынтупы — Сморгонь — Гольшаны) и Р110 (Глубокое — граница Литвы). Железная дорога в направлении Литвы была закрыта в 2001 году и к 2004 году полностью демонтирована. С литовской стороны по трассе бывшей железной дороги проложена велосипедная дорожка.

## Пограничная зона
Лынтупы находятся в пограничной зоне Республики Беларусь. Работает пункт упрощенного пропуска с Литвой в д. Казнадеюшки.

## Культура
- Дом культуры
- Музей «Белорусская хатка» ГУО «Лынтупская средняя школа Поставского района». Открыт в 1992 году усилиями Н. Нечаевой.

## Достопримечательности
- На северо-западе от Лынтупов находится курганный могильник балтов X—XI вв.
- Братская могила, ул. Маркова —  Историко-культурная ценность Республики Беларусь, шифр 213Д000598
- Историческая застройка (конец XIX — начало XX вв.; фрагменты)
- Костёл Святого Андрея Апостола, в том числе брама и ограда (1908—1914).
- Усадебно-парковый комплекс: усадебный дом Бишевских, флигель, ледовня, служебное здание, парк, парковый павильон, водная система (пруды, каналы, мостики), башня-коптильня, винокурня, спиртохранилище, арочный мост, подсобные помещения —  Историко-культурная ценность Республики Беларусь, шифр 213Г000874. (архитектор — Тадеуш Ростворовский).
- Еврейское кладбище (XVIII в.) — практически не сохранилось.
- Кладбище немецких солдат (1915—1918) — находится у ограды католического кладбища.
- Христианское кладбище, в том числе католические часовни (XIX в.), могилы польских солдат (1919—1920), каменный крест.

### Памятник, скульптура
- На станции по инициативе местного краеведа Е. Громова 1 июля 2007 установлен бюст «короля узкоколейки», инженера, депутата первой Государственной Думы Болеслава Антоновича Яловецкого.

## Известные уроженцы и жители
- Ромер-Охенковская, Гелена (1878—1947) — педагог, журналистка, литератор.
- Войтеховский, Юрий Леонидович (род. 1960) — геолог, математик, историк науки
- Рыбцова Валентина Ивановна (род. 08.02.1919), старейшая жительница поселка Лынтупы, всю жизнь проработала учителем начальных классов в родном поселке.